# Fedwa Misk

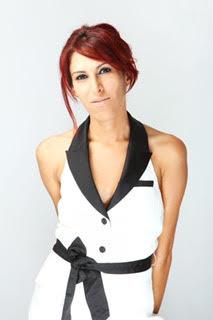
Fedwa Misk, 2013

Fedwa Misk (arabisch فدوى مسك, DMG Fadwā Misk; * 1981) ist eine marokkanische Journalistin, Feministin und Frauenrechtsaktivistin. Sie nahm an der Protestbewegung vom 20. Februar 2011 teil und eröffnete anschließend ein Online-Magazin mit dem Ziel, die Diskussion über Frauen in Marokko zu fördern. Misk's Publikation Qandisha enthielt mehrere hochkarätige Geschichten und wurde zweimal von Hackern ins Visier genommen. Sie arbeitete als Autorin für die Zeitung Le Courrier de l’Atlas.

## Karriere
Misk hat sechs Jahre Medizin studiert und als freie Autorin für marokkanische und ausländische Zeitungen gearbeitet. Als Journalistin war sie für die Zeitung Le Courrier de l’Atlas tätig, wo sie sich auf Artikel über kulturelle Ereignisse, Interviews und Porträts konzentrierte. Misk betreibt auch ein Literaturcafé. 2011 nahm sie an den Demonstrationen der Bewegung des 20. Februar während des Arabischen Frühlings gegen Korruption, Unfreiheit und Ungerechtigkeit des marokkanischen Regimes teil. Sie bloggt seit vielen Jahren. 2013 rief sie zu einem Sit-in-Protest vor dem marokkanischen Parlamentsgebäude auf, um die Freilassung des inhaftierten Journalisten Ali Anouzla zu fordern. Sie bezeichnet sich selbst als Feministin. Sie ist eine der wenigen Frauen, die sich für die Freilassung von Ali Anouzla einsetzen.

## Qandisha
Am 14. November 2011 gründete Misk die Website Qandisha, ein französischsprachiges Online-Magazin, das von der ihrer Meinung nach fehlenden medialen Unterstützung für Verbesserungen der Rechte von Frauen nach dem Arabischen Frühling inspiriert wurde. Das Magazin wurde nach der mythischen Qandisa, einer weiblichen Dschinnīya, die für ihre Verführungskraft berühmt ist, benannt. Qandisha behandelte Themen, die für Frauen von Bedeutung sind, wie ihre Familien und Ehemänner, Religion, Säkularismus und das Tragen des Schleiers. Misk wollte zeigen, dass Frauen sich für Themen interessieren, die über die Mode, Schönheit und Kochkunst anderer Frauenzeitschriften hinausgehen. Sie war Moderatorin, Koordinatorin und Chefredakteurin der täglich erscheinenden Zeitschrift. Mehr als 80 Personen arbeiteten im ersten Jahr in irgendeiner Form für die Zeitschrift, darunter mehrere Dutzend Autorinnen. Im Jahr 2015 hatte sie 100 ehrenamtliche Mitarbeiterinnen und 20 männliche Mitarbeiter. Auf scherzhafte Weise wird jeder Artikel, der von einem Mann geschrieben wurde, einfach „un homme“ (einem Mann) zugeschrieben. Misk wollte die Botschaft von Qandisha einem breiteren Publikum vermitteln, indem sie mit Radiosendungen begann und einen webbasierten Radiosender eröffnete.
Das Magazin behandelt häufig strittige Themen, darunter auch das eines marokkanischen Politikers, der von der Vergewaltigung freigesprochen wurde, obwohl das Opfer anschließend das, was sie als sein Baby bezeichnete, zur Welt brachte. Der Skandal, der durch die Berichterstattung von Qandisha über die Geschichte ausgelöst wurde, führte dazu, dass der Fall wieder aufgenommen wurde und ein neues Verfahren angesetzt wurde. Eine Geschichte aus dem Jahr 2012 über einen Vergewaltigungsfall verlangte, dass der Justizminister ein Gesetz aufheben sollte, das es einem Vergewaltiger erlaubt, sein Opfer zu heiraten. Im Jahr 2011 rief Qandisha eine formelle Entschuldigung des französischen Generalkonsuls in Casablanca hervor, nachdem sie enthüllte, dass eine junge Frau von seinen Mitarbeitern grob behandelt worden war.
Die Website wurde von den Gegnern ins Visier genommen. Misk erhält häufig Hassbriefe und Drohungen online. Einige Gegner behaupten, dass die Website von Israel, den USA oder Frankreich finanziert worden sei. Im Juni 2012 wurde die Website gehackt und ihre Inhalte wurden geändert, um das marokkanische königliche Emblem und das nationale Motto „Gott, das Land und der König“ zu zeigen. Das Hacken erfolgte, nachdem Qandisha einen Brief über Homosexualität veröffentlicht hatte, der von einem schwulen Mann geschrieben worden war. Die Website wurde anschließend ein zweites Mal gehackt.